# Carlos Lozano Guillén
Carlos Arturo Lozano Guillén (Ibagué, 19 de junio de 1949-Bogotá, 23 de mayo de 2018), fue un activista y dirigente político colombiano, militante del Partido Comunista Colombiano.

## Biografía
Desempeñó cargos populares, ocupando cargos de dirección, primero desde su regional, y luego como cuadro nacional. Trabajó por la consecución de la paz en Colombia, como intermediario entre la insurgencia y el Gobierno. Fue frecuente colaborador de revistas nacionales e internacionales, tales como Taller, y Contexto Latinoamericano. Ha publicado los libros Las huellas de la Esperanza (1997), y ¿Qué, cómo y cuándo negociar con las FARC? (2008), publicado conjuntamente con Yezid Arteta y Medófilo Medina.
fue director del Semanario Voz, órgano oficial del Partido Comunista Colombiano, y miembro del Comité Ejecutivo Central (CEC) del dicho partido. Así mismo, comprometido con la unidad de la izquierda colombiana. Fue candidato oficial del PCC al Senado de la República.

### Orden Nacional de la Legión de Honor de Francia
En 2008, Lozano fue nombrado caballero en la Orden Nacional de la Legión de Honor, la más alta condecoración de la República de Francesa. El acto emotivo, estuvo presidido por el embajador de Francia en Colombia Jean-Michel Marlaud, y con personalidades como Carlos Gaviria Díaz, Piedad Córdoba, Jaime Caycedo, entre otros.

### Farcopolítica
El 1 de marzo de 2008, en la cual murió el líder guerrillero de la FARC-EP Raúl Reyes, y otros subversivos, el Ejército colombiano incautó computadores del campamento, los cuales según el Gobierno del presidente Álvaro Uribe, contenían correos electrónicos en donde se mencionaban a personalidades políticas. Entre dichas personalidades figuraba Carlos Lozano Guillén, a quien culpan de tener vínculos con la insurgencia. En el proceso judicial en contra de Lozano, sigue en proceso de investigación.

### Muerte
Fallece el 23 de mayo de 2018 en el Hospital San José en Bogotá a causa de un cáncer de estómago con metástasis en el hígado que venía padeciendo desde 2015.